# Maison des Souren
La Maison des Souren, des Sūrēn ou des Surena est une des deux familles de la noblesse parthe mentionnées explicitement dans les textes de l'ère arsacide. Les Sūrēn, vassaux du roi, jouissaient d'importants privilèges à la cour et occupaient des fonctions militaires. Ils conservèrent toujours un grand prestige.  
Lors de la deuxième moitié de l'ère arsacide (qui dura de 247 av. J.-C. à 224 de notre ère), la famille Suréna avait le privilège de couronner la tête des rois parthes les jours de sacre. Après la chute des Arsacides au IIIe siècle et l'avènement des Sassanides, les Surena servirent les successeurs perses, à la cour desquels ils étaient identifiés comme faisant partie des « clans parthes ». 
La lignée des Sūrēn gouvernait la partie orientale de l'empire parthe ou « terre des Sakā », en grec ancien Σάκαι, appellation par laquelle les Perses désignaient les Scythes, c'est-à-dire les nomades des steppes d'Eurasie. Les Suréna possédaient des terres au Sakestan, région entre l'Arachosie et la Drangiane, actuellement à cheval sur l'Iran et l'Afghanistan, d'où ils expulsèrent les autochtones, les Sakas (le Sakestan est littéralement la terre des Sakas), branche des Scythes qui immigra au Penjab. Il semble que les Suréna gouvernèrent la province du Sistan (dont le nom dérive de Sakestan et qui était à l'époque beaucoup plus grande que la province iranienne actuelle) comme leur fief personnel.
Outre le général Suréna, l'archéologue Ernst Herzfeld affirme que les rois indos-parthes de la dynastie de Gondopharès sont des représentants de la Maison des Suren.
Sous les Sassanides, le chef de cette famille mène l'armée contre l'invasion romaine de 363. Sâsan Soûrên est cité dans une inscription comme un proche du roi Ardachîr Ier et au Ve siècle ; Mihr-Narseh Sūren, exerce la fonction de « hazarpat », c'est-à-dire vizir, sous les règnes de Yazdgard Ier, Vahram V et Yazdgard II. Au VIe siècle, Souren le gouverneur satrape d'Arménie qui tenta d'y rétablir le zoroastrisme fut un autre membre notable de cette famille. La dernière mention de la famille est un commandant militaire en Chine du nord au IXe siècle.
Le nom Suren est resté commun en Arménie.